# St. Martin's (civil parish, Cornwall)
St. Martin's är en civil parish i enhetskommunen Scillyöarna i det ceremoniella grevskapet Cornwall, i den södra delen av Storbritannien, 500 km väster om huvudstaden London. St. Martin's omfattar ön Saint Martin's och kringliggande mindre öar.